# Dorcadion sokolowi
Dorcadion sokolowi es una especie de escarabajo longicornio de la subfamilia Lamiinae. Fue descrita científicamente por Jakovlev en 1899.
Se distribuye por China y Kazajistán. Mide 11-16 milímetros de longitud. El período de vuelo ocurre en los meses de abril y mayo.